# Erziehungsbeauftragung
Eine Erziehungsbeauftragung liegt gemäß § 1 Abs. 1 Nr. 4 Jugendschutzgesetz (JuSchG) vor, wenn eine Person über 18 Jahren (der „Erziehungsbeauftragte“) auf Dauer oder zeitweise aufgrund einer Vereinbarung mit der personensorgeberechtigten Person (Eltern oder Vormund) Erziehungsaufgaben wahrnimmt oder soweit sie ein Kind oder einen Jugendlichen im Rahmen der Ausbildung oder der Jugendhilfe betreut. Das dazu ausgestellte Schriftstück wird umgangssprachlich auch Muttizettel oder Partyzettel genannt.
Eine Begleitung durch eine personensorgeberechtige oder erziehungsbeauftragte Person bei öffentlichen Tanzveranstaltungen ist gemäß § 5 Abs. 1 JuSchG bei Kindern und Jugendlichen unter 16 Jahren generell und bei Jugendlichen ab 16 Jahren bei einem Aufenthalt nach 24 Uhr notwendig. 
Beim Aufenthalt in Gaststätten ist gemäß § 4 JuSchG eine entsprechende Begleitung bei Kindern und Jugendlichen unter 16 Jahren zwischen 23 Uhr und 5 Uhr immer nötig, tagsüber nur, wenn sie sich dort aufhalten, ohne eine Mahlzeit oder ein Getränk einzunehmen. Bei Jugendlichen über 16 Jahren ist eine entsprechende Begleitung in Gaststätten nur zwischen 24 Uhr und 5 Uhr nötig.
Für Erziehungsbeauftragte beim Besuch von Kinos siehe § 11 Abs. 2 und 3 JuSchG.
Die Nachweispflicht für die Erziehungsbeauftragung ergibt sich aus § 2 Abs. 1 JuSchG. Es ist allerdings nicht ausdrücklich eine Form und damit auch nicht die Schriftform vorgesehen. Privatrechtlich können die Veranstalter eine solche aber verlangen. Dann sollte das Dokument zumeist die Personenangaben und Unterschriften der beteiligten Personen, also dem Beauftragenden und dem Beauftragten, enthalten. Auch Ort und Datum sowie die Bezeichnung der Veranstaltung sind dann notwendig und zur Überprüfung der Unterschrift auch eine Kopie des Ausweises des Sorgeberechtigten.
Einige Diskotheken bieten auf ihren Internetauftritten Vordrucke für den sogenannten Muttizettel zum Herunterladen an. Laut Presseberichten wird der „Muttizettel“ oft mit gefälschten Unterschriften missbraucht.
Des Weiteren dürfen Kinder bis 22 Uhr und Jugendliche unter 16 Jahren bis 24 Uhr auch ohne Begleitung durch eine erziehungsberechtigte oder erziehungsbeauftragte Person Tanzveranstaltungen besuchen, wenn sie von anerkannten Trägern der Jugendarbeit durchgeführt werden oder der künstlerischen Betätigung oder der Brauchtumspflege dienen.

## Geschichte
Regelungen über die Erziehungsbeauftragung sahen bereits die Polizeiverordnung zum Schutze der Jugend von 1940 und das Gesetz zum Schutze der Jugend in der Öffentlichkeit von 1951 vor, bis 1985 musste der Erziehungsbeauftragte mindestens 21 Jahre alt sein. Bis zum Inkrafttreten der Neufassung des Jugendschutzgesetzes am 1. April 2003 durfte der von einem Erziehungsbeauftragten begleitete 14- oder 15-Jährige branntweinfreie alkoholische Getränke konsumieren.
Zum 1. Mai 2021 wurden die Regelungen über die Erziehungsbeauftragung auf den Kino-Besuch von ab 12 Jahren freigegebenen Filmen durch 6-11-Jährige ausgedehnt.